# Llegenda de l'origen troià dels normands

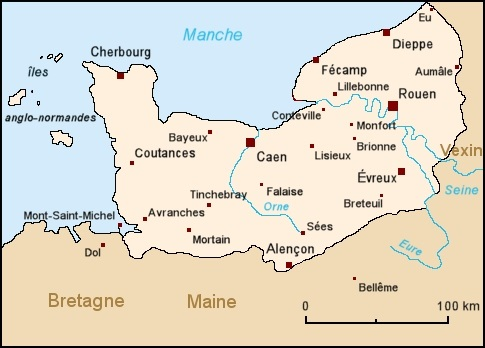
Mapa de Normandia que mostra les principals viles (segles -)

La llegenda de l'origen troià dels normands va ser creada per cronistes medievals ansiosos de donar als prínceps que regentaven Normandia un origen troià considerat de prestigi. L'objectiu dels inventors d'aquesta llegenda era donar una legitimitat històrica als prínceps normands i donar-los suport en la seva reivindicació de tenir un paper principal en el concert dels regnes d'Occident tot integrant-los més a l'Europa llatina i cristiana. Va ser desenvolupada en particular per tres autors: Dudon de Saint-Quentin, Guillaume de Jumièges i Benoît de Sainte-Maure. Però es va disputar ràpidament, sobretot per Saxo Grammaticus, i la seva empremta sobre la cultura històrica medieval va ser menys duradora que la de la llegenda de l'origen troià dels francs.
En el marc de l'estudi del mite dels orígens troians, historiadors com Colette Beaune o Jacques Poucet van citar i analitzar aquesta llegenda en perspectiva comparativa.

## La llegenda de l'origen troià dels normands segons Dudon de Saint-Quentin
Dudon de Saint-Quentin va escriure De moribus et actis primorum Normanniae ducum (El comportament i els primers actes dels ducs de la Normandia) al voltant del 1020. En aquest text, afirma que els normands descendeixen dels troians dirigits per Antènor: 
| «                                                                           | (llatí) «Igitur Daci nuncupantur a suis Danai vel Dani glorianturque ex Antenore progenitos, qui quondam Trojae finibus depopulatis, mediis elapsus Achivis, Illyricos fines penetravit cum suis». | (català) «Així els Dacis s'anomenen ells mateixos Danaens (Danai) o Danesos (Dani) i presumeixen de descendir d'Antènor, qui, després de la devastació de Troia, havia evadit els grecs i es va endinsar amb els seus companys al territori dels il·liris.» | » |
| — Dudon de Saint-Quentin, en De moribus et actis primorum Normanniae ducum. | | |   |

La «demostració» de Dudon de Saint-Quentin es basa així en una simple correspondència fonètica. En ressaltar la identitat de la primera síl·laba en les paraules que les designen, Dudon de Saint-Quentin afirma que els danesos (Dani) d'Escandinàvia, d'on provenien els normands, els dànaus de l'èpica homèrica (terme alternatiu per designar els aqueus), i els dacis, de la Pannònia, tenien una relació.
Dudon descriu els viatges d'Antènor portant els supervivents de Troia al cor d'Europa. També reinterpreta un famós passatge de Virgili (I, 242-243). En la seva obra, Dudon de Saint-Quentin i Virgili. L'Eneida al servei de la causa normanda, Pierre Bouet remarca que en substituir sinus per fines, Dudon canvia la geografia de la història: la terra que va acollir Antènor no ès la plana de Po (situada al fons del golf d'Il·líria), sinó Il·líria, un país proper al Danubi i a Dàcia. Dudon fa una identificació entre Dani i Daci. Fent desembarcar Antènor a Il·líria, Dudon fa que sigui probable la reivindicació dels dacis, que afirmaven descendir d'Antènor. En aquest punt, Dudon de Saint-Quentin ja no es basa en el text de Virgili, sinó en el text del Liber Historiae Francorum, que evoca la presència d'Antènor a la Pannònia i al Danubi. D'altra banda, considera que la proximitat formal entre els dos termes Dani i Danai constitueix un vincle addicional entre danesos i troians, encara que no sàpiga que, segons Virgili, els danai són els grecs.
Mostrant les analogies entre la migració dels troians i la dels vikings, Dudon de Saint-Quentin vol clarament donar als clergues europeus una imatge dels normands diferent de la que deixen les cròniques de l'alta edat mitjana.
Cal remarcar que la versió donada per Dudon de Saint-Quentin va ser ràpidament contestada per un historiador danès, Saxo Grammaticus (1140-1206). Després d'haver llegit Dudon de Saint-Quentin, Saxo Grammaticus no es creu aquest origen troià. Així ho escriu a la Gesta Danorum: «Així, Dan i Angul, que són l'origen dels danesos i que van néixer de Humblo, no només van ser els fundadors de la nostra raça, sinó també dels seus líders, tot i que Dudon, que va escriure la història d'Aquitània, creu que els danesos provenen dels troians, dels quals deriven el seu nom».

## La llegenda de l'origen troià dels normands segons Guillaume de Jumièges
La tesi de Dudon va ser adoptada i desenvolupada cap a l'any 1070 per Guillaume de Jumièges, que va dedicar a Guillem el Conqueridor la seva Gesta Normannorum Ducum (Esdevediments dels ducs normands). El capítol III del primer llibre explica que els danesos descendeixen dels gots. A la manera de Dudon de Saint-Quentin, juga a la proximitat fonètica dels noms propis: «[…] diuen que Antènor, després d'una traïció que havia comès, es va escapar davant la destrucció d'aquella ciutat, amb dos mil cavallers i cinc-cents homes, ràpidament; que després d'haver-hi vagat durant molt de temps pel mar, va desembarcar a Alemanya; que llavors va regnar la Dàcia i la va nomenar Danemarck, amb el nom d'un determinat Danaüs, rei de la seva raça. És per aquesta raó que els dacis són anomenats pels seus compatriotes danins o danesos. També s'anomenen North-Manns, perquè en el seu idioma el vent boreal s'anomena North, i Mann significa home; de manera que aquesta denominació de North-Manns significa Els homes del nord. Però, independentment d'aquests noms, es reconegut que els danesos provenen dels gots».

## La llegenda de l'origen troià dels normands segons Benoît de Sainte-Maure
Una nova declaració de la llegenda de l'origen troià dels normands es pot trobar a la Chronique des Ducs de Normandie (Crònica dels ducs de Normandia) de Benoît de Sainte-Maure (1160):
```
645 Icist Daneis, cist Dacien
Se rapeloent Troïen.
E dirai vos en l'achison:
Quant craventez fu Ylion,
Sin fu essilliez Antenors,
650 Qui moct en porta grant tresors
Od tant de jent come il oct,
Sigla les mers que il ne soct;
Maintes feiz i fu asailliz
E damagez e desconfiz,
655 Tant que il vint en cel païs
Que vos oez, que je vos dis:
Ci prist od ses genz remasance;
Unc puis tocte ne dessevrance
Ne l'en fu par nul homme fait;
660 Et de lui sunt Daneis estrait.
```

```
645 Aquests 
danaens
, aquests 
dacis

Diuen que són Troians.
I us diré el motiu:
Quan 
Ílion
 va ser destruïda,
Antenor es va exiliar,
650 Se'n va endur molts grans tresors
Amb tota la gent que tenia,
Va navegar pels mars que no coneixia;
Molt sovint va ser atacat
Va ser ferit i desconfiava,
655 Fins que va arribar a aquest país
Escolteu el que us diré:
Llavors amb la seva gent es va instal·lar;
I després totes les desgràcies
Ningú les va patir;
660 I d'ells provenen els 
danesos
.
```